# Henriette Davidis

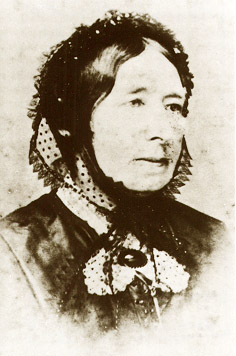
Henriette Davidis, ca. 1860

Johanna Friederika Henriette Katharina Davidis (* 1. März 1801 in Wengern; † 3. April 1876 in Dortmund) war eine deutsche Autorin von Kochbüchern. Obwohl zu ihrer Zeit bereits viele ähnliche Kochbücher erschienen waren und unter anderem das Allgemeine deutsche Kochbuch für bürgerliche Haushaltungen von Sophie Wilhelmine Scheibler mehrfach neu aufgelegt wurde, entwickelte sich Davidis’ Praktisches Kochbuch zu einem der bedeutendsten Kochbücher des späten 19. und frühen 20. Jahrhunderts, das zur Grundausstattung vieler deutscher Haushalte gehörte. Die vielen heute noch antiquarisch erhältlichen Exemplare zeigen, dass das Buch rege benutzt und mit Anmerkungen versehen wurde. Viele Familien vererbten das Praktische Kochbuch von Generation zu Generation weiter.
Das Kochbuch war jedoch nur ein Teil eines umfassenden Erziehungs- und Bildungsprogramms, das Henriette Davidis für Mädchen und Frauen konzipierte. Von der Puppenköchin über die junge unverheiratete Frau bis zur Hausfrau mit eigener Verantwortung für Haushalt und Personal boten Henriette Davidis’ Bücher sich als Lehrbücher und Nachschlagewerke an. Dahinter stand wohl die Erkenntnis, dass die Tätigkeit der Hausfrau ein eigener anspruchsvoller Beruf war, auf den die jungen Frauen des neu entstehenden Bürgertums oft nur unzureichend vorbereitet waren.
Davidis war, während sie ihre Bücher verfasste, selbst als Hauswirtschaftslehrerin, Erzieherin und Gouvernante, später nur noch als Autorin tätig. Obwohl ihre Bücher, insbesondere das Praktische Kochbuch, das im Jahr ihres Todes bereits in 21. Auflage erschien, schon zu ihren Lebzeiten sehr erfolgreich waren, konnte sie von den Erträgen nur ein eher bescheidenes Leben führen und bezog erst im Alter von 74 Jahren eine eigene Wohnung. Gelegentlich wird angegeben, „Henriette Davidis“ sei ein Pseudonym einer Helena Clemen, in Wirklichkeit handelte es sich bei Helena Clemen jedoch um eine Leserin, die Anregungen an die Autorin gesandt hatte, die auch verwendet wurden.
Heute erinnert das Henriette-Davidis-Museum in Wetter-Wengern mit Ausstellungen über Kochbücher und einer Schriftenreihe an sie. Das Deutsche Kochbuchmuseum in Dortmund widmete ihr ebenfalls einen großen Teil seiner Ausstellung. Teile eines steinernen Herdes, der aus dem Pfarrhaus in Wengern stammt, wurden mit einer Gedenktafel in das Widerlager der 1934 fertiggestellten Eisenbahnbrücke der Elbschetalbahn bei Wengern eingemauert, wo sie noch heute zu sehen sind. Das Pfarrhaus hatte dem Bau der Brücke weichen müssen.
Zu Ehren von Henriette Davidis wurde am 7. Mai 2024 an der Kaiserstraße in Dortmund ein Denkmal eingeweiht.

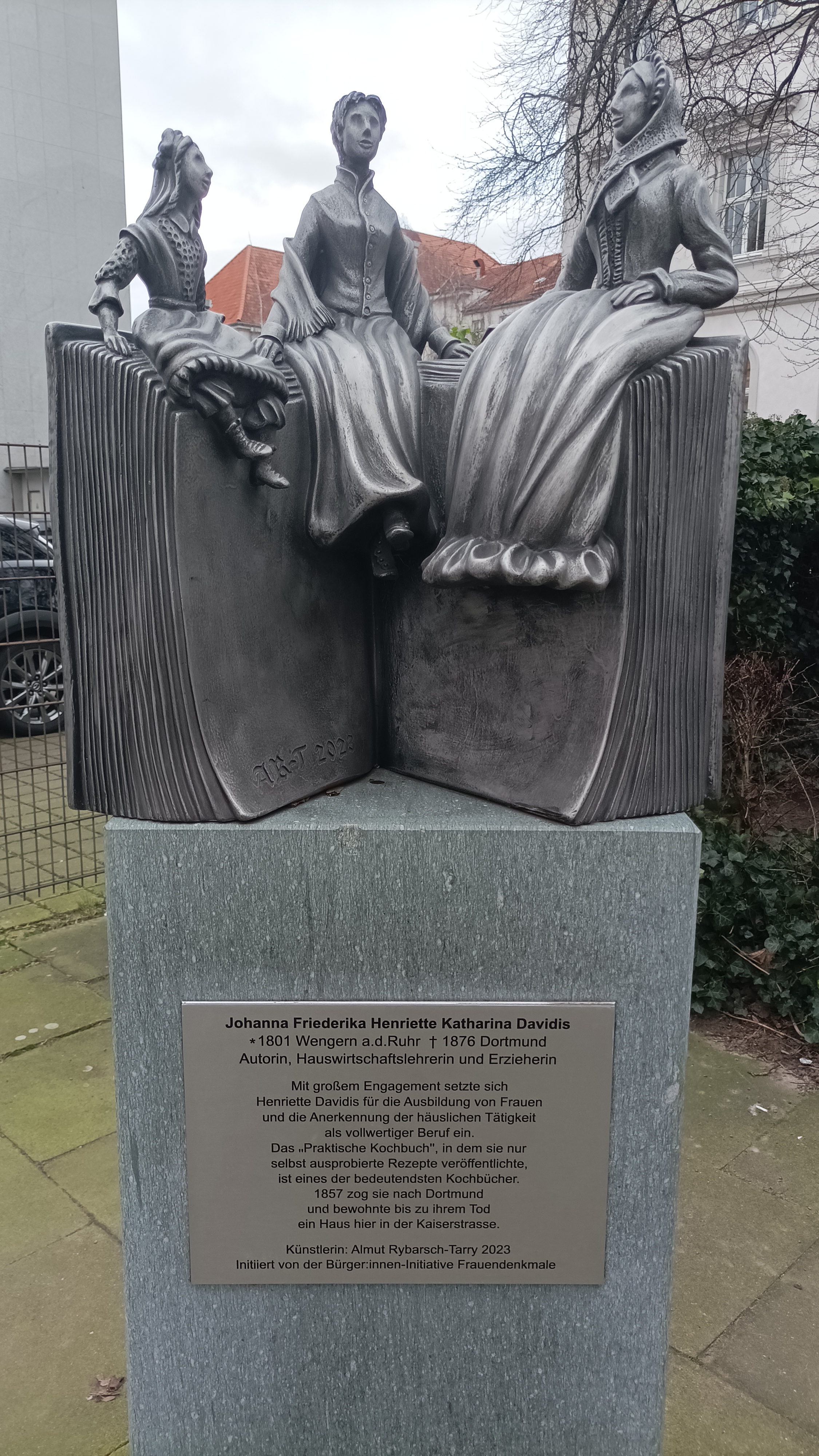
Denkmal an der Kaiserstraße in Dortmund

## Leben

### Jugend und Ausbildung

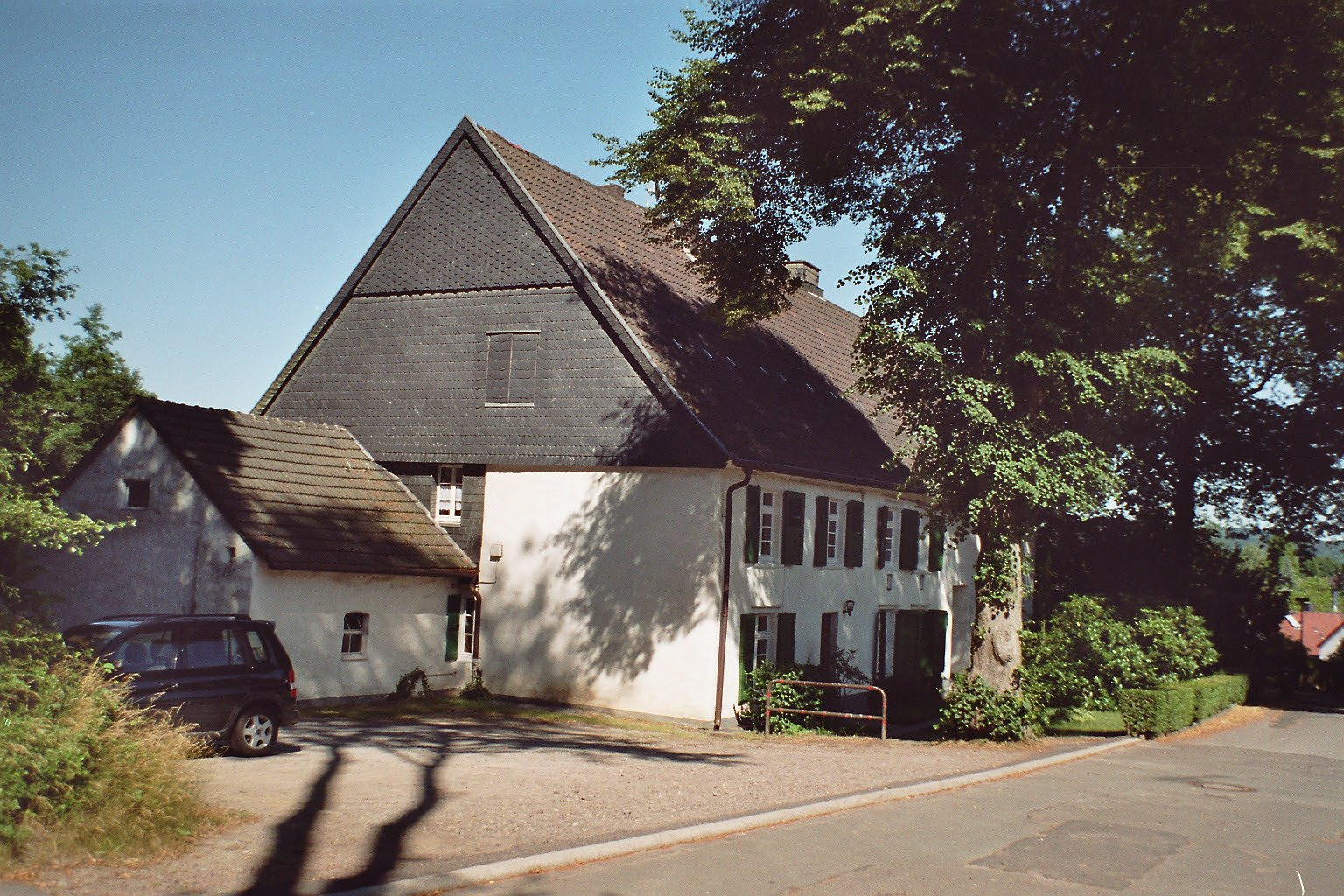
Geburtshaus von Henriette Davidis in Wengern

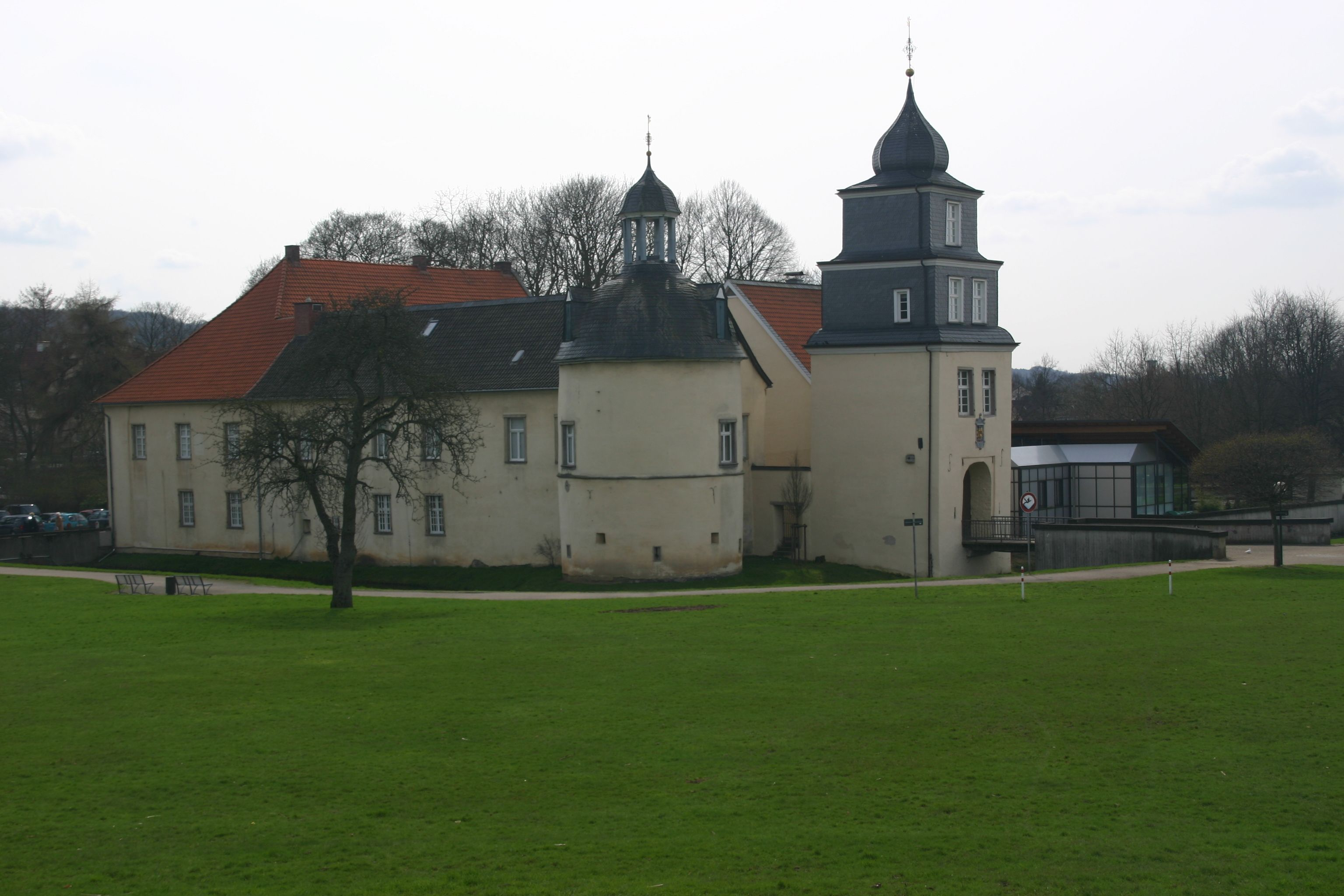
Haus Martfeld bei Schwelm. Henriette lebte von 1816 bis 1818 dort bei ihrer Schwester Elisabeth.

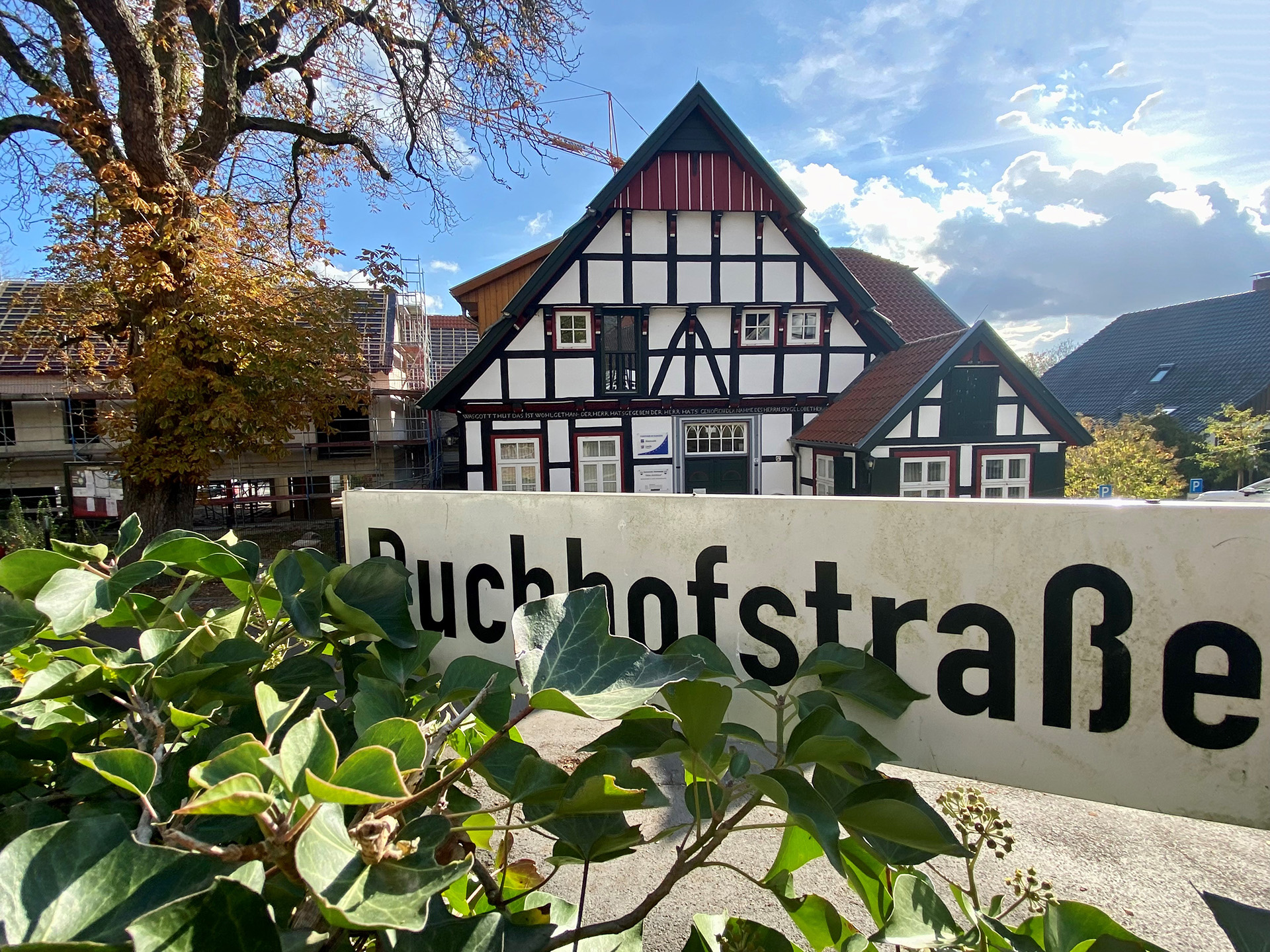
Das Alte Amtshaus Levern: während ihrer Besuche bei Verwandten in Levern bekochte Henriette hier die Postreisenden. Der ehemalige Schlingersche Posthof ist heute Amtshaus und Verwaltungssitz der Gemeinde Stemwede.

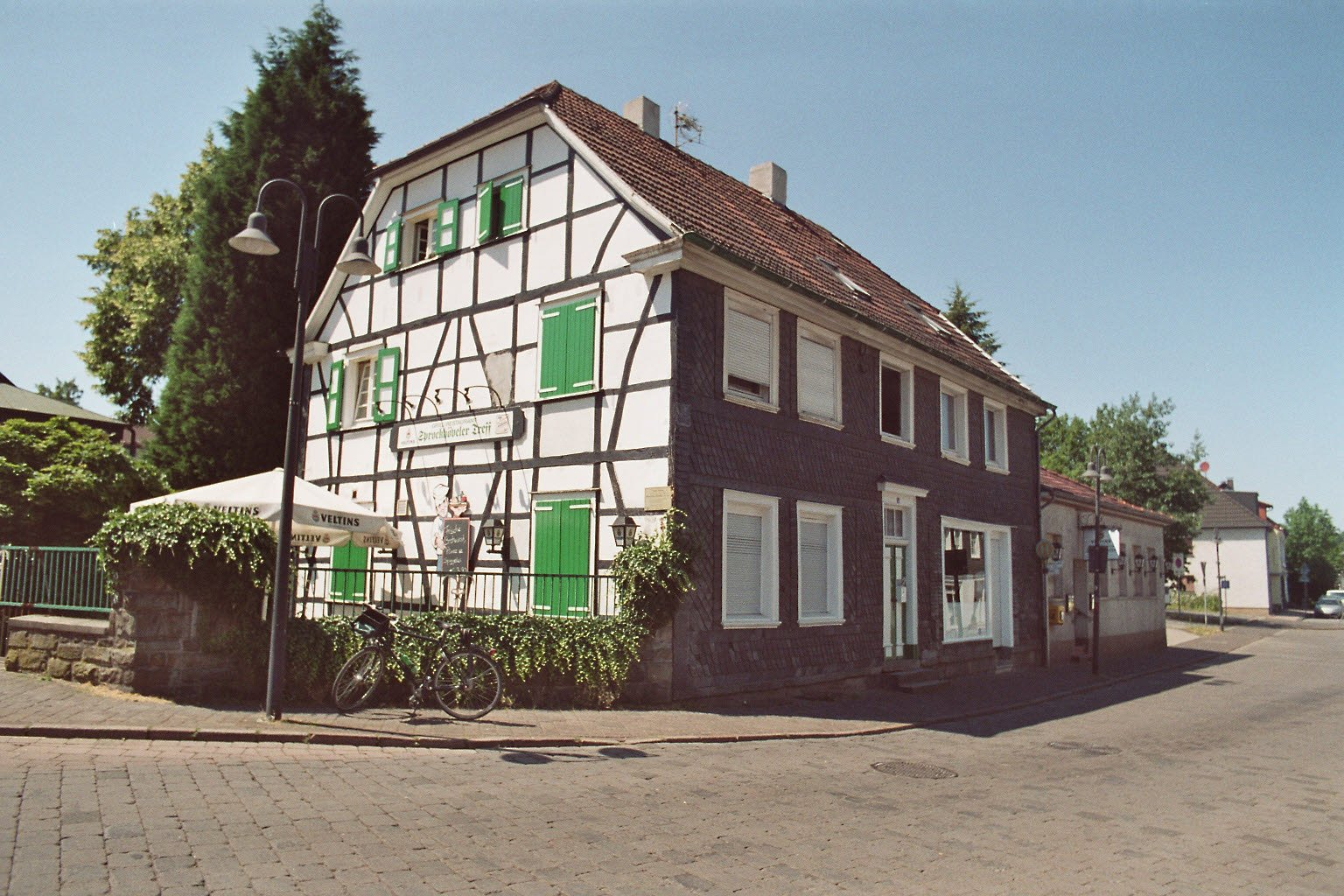
Haus Heine: Hier arbeitete Henriette Davidis während ihrer Zeit in Sprockhövel (1841–1848), in der auch das Praktische Kochbuch erschien.

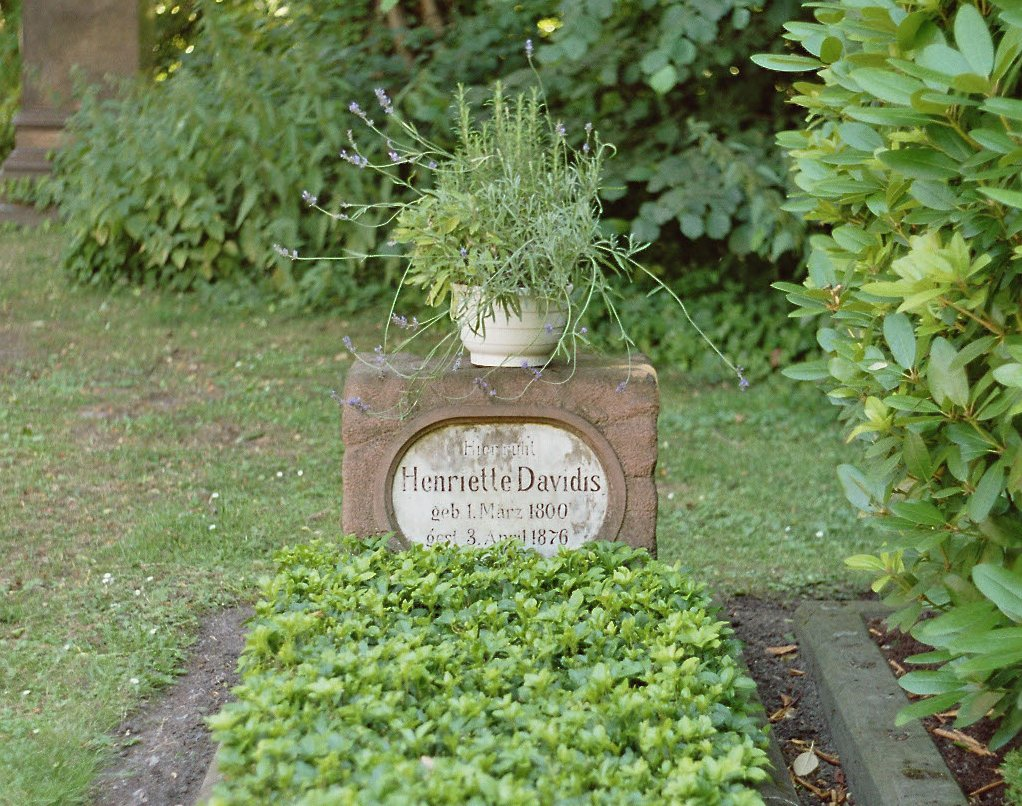
Grab auf dem Dortmunder Ostenfriedhof

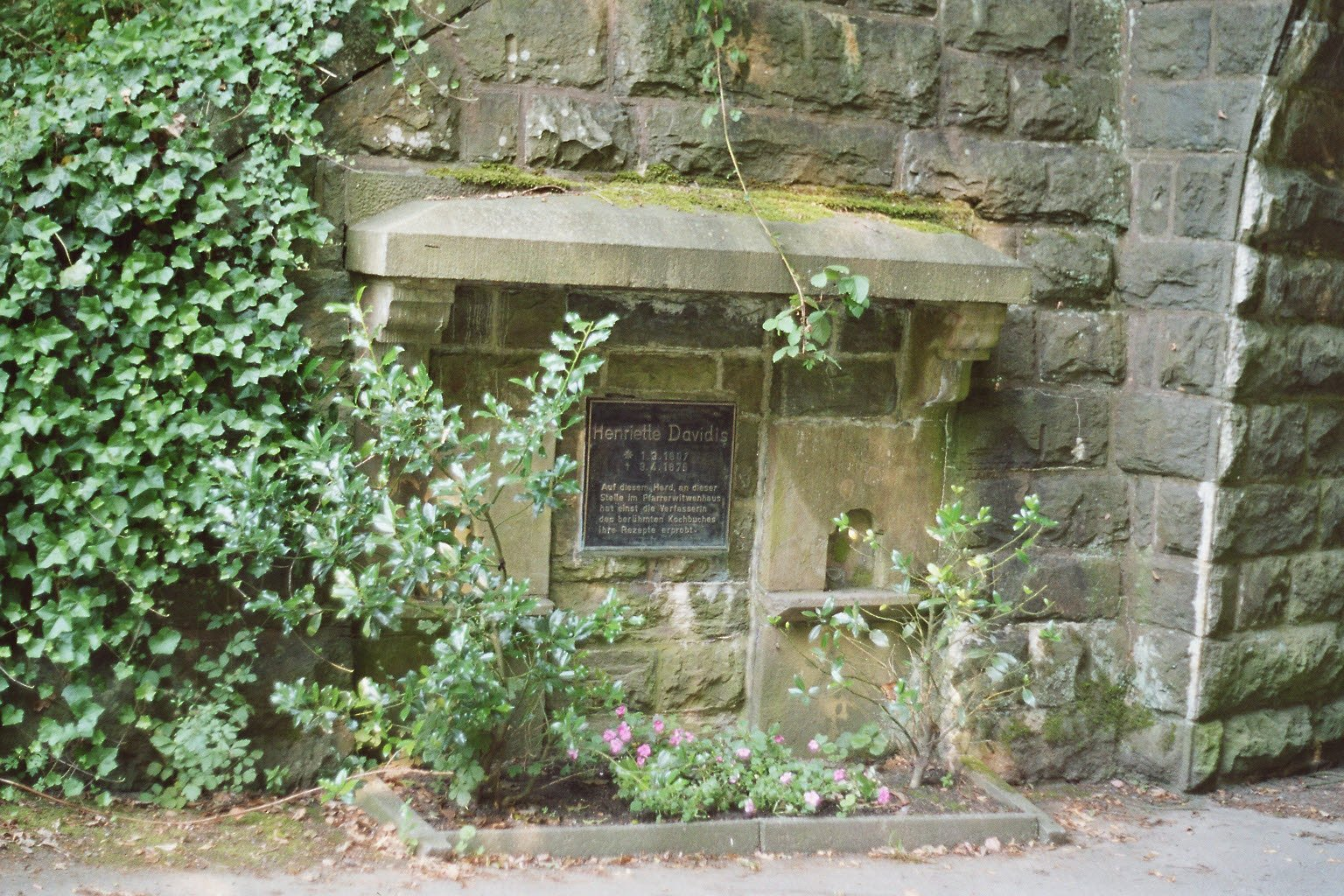
Herdplatte als Gedenktafel im Widerlager der Eisenbahnbrücke von der Elbschebahn in Wengern

Henriette Davidis wurde 1801 im westfälischen Wengern an der Ruhr, heute einem Stadtteil von Wetter, als zehntes von dreizehn Kindern des Pfarrers Ernst Heinrich Davidis und seiner holländischen Ehefrau Maria Katharina Litthauer geboren. Ernst Heinrich Davidis war 1780 in Amsterdam ordiniert worden, hatte neun Jahre in der niederländischen Stadt Breda als Garnisonsprediger gearbeitet und danach eine Stelle als Hilfsprediger in Wengern angetreten. 1792 übernahm er die Pfarrstelle.
Nach der Konfirmation verließ Henriette 1816 ihr Elternhaus und zog zu ihrer Schwester Elisabeth nach Schwelm, die dort mit dem Schlossherrn von Haus Martfeld verheiratet war. In Schwelm besuchte Henriette Davidis zwei Jahre lang die höhere Töchterschule. Sie kehrte 1818 in ihr Elternhaus zurück. Auch dort war sie Schülerin einer privaten höheren Töchterschule. Später zog sie nach Bommern zu ihrer Schwester Albertine, um in deren Landgut und mit der Erziehung der vier Kinder zu helfen. Als ihr Vater 1828 starb, kehrte sie nach Wengern zurück und kümmerte sich um ihre Mutter, bis diese 1838 ebenfalls starb. Danach begleitete sie eine kranke Dame in die Schweiz, bevor sie um 1840 nach Windheim zog. Nach 1839 verlebte Henriette viele Jahre ihre Ferientage bei Verwandten in Stemwede-Levern. Sie wohnte im Pfarrwitwenhaus nahe dem Schlingerschen Posthof (später Gasthaus „Zur grünen Linde“, heute Amtshaus der Gemeinde Stemwede), dem an der alten Postlinie Hannover-Osnabrück gelegenen Gast- und Posthaus. Anspruchsvolle Postreisende, die so manche Küche kannten, waren Henriette Anreiz, für die fremden Gäste Speisen zu bereiten.
Von 1841 bis 1848 arbeitete Henriette Davidis im Haus Heine als Erzieherin an einer Mädchenarbeitsschule in Sprockhövel. Während dieser Zeit erschien 1845 ihr Praktisches Kochbuch. Zuverlässige und selbstgeprüfte Recepte der gewöhnlichen und feineren Küche, 1847 und 1848 folgten die Arrangements zu kleinen und größeren Gesellschaften und die Praktische Anweisung zur Bereitung des Roßfleisches, die später als Anhang im Praktischen Kochbuch aufgingen. Für das Praktische Kochbuch hatte Davidis umfangreiche Recherchen betrieben und über einen längeren Zeitraum Rezepte zusammengetragen.

### Arbeit als Lehrerin und Autorin
Nach der Zeit in Sprockhövel arbeitete Henriette Davidis in Bremen als Erzieherin und Gouvernante. 1855 zog sie wieder nach Bommern zu ihrer Schwester Albertine, wo sie bis 1857 blieb. In dieser Zeit muss sie sich, möglicherweise durch den Erfolg des Kochbuches beflügelt, entschlossen haben, neben dem reinen Kochbuch auch eine umfassendere Hauswirtschaftslehre sowie erzieherische Schriften für junge Mädchen und Frauen zu verfassen. 1850 erschien dann Der Gemüsegarten als Teil I eines geplanten Vollständigen Haushaltsbuches; im selben Jahr verfasste sie auch noch ein unveröffentlichtes Buch über die Krankenpflege; es folgten 1856 Puppenköchin Anna, 1857 Die Jungfrau und 1858 Puppenmutter Anna. Das geplante mehrbändige Haushaltungsbuch kam allerdings nicht zustande. Nach einem Band mit Gedichten und Novellen erschien 1861 Die Hausfrau. Praktische Anleitung zur selbständigen und sparsamen Führung des Haushaltes, das den Abschluss des Bildungsprogramms für die angehende Hausfrau bildete.
Im Mai 1857 zog sie nach Dortmund, wo sie bis zu ihrem Tod lebte, zunächst zur Untermiete, später in einer eigenen Wohnung. Spätestens jetzt konnte sie vermutlich von ihren Veröffentlichungen leben. Neben der Arbeit an Jungfrau und Hausfrau überarbeitete sie ihre früheren Werke, die sich bereits gut verkauften, für neue Auflagen. Ab den 1860er Jahren schrieb Henriette Davidis, die nun bereits als anerkannte Autorität in Hauswirtschaftsfragen gegolten haben dürfte, auch regelmäßig für Zeitschriften wie Daheim, eine nach dem Vorbild der Gartenlaube gestaltete Zeitschrift, die sich an ein bürgerliches Publikum richtete und von 1865 bis 1944 erschien. In dieser Zeit veröffentlichte sie auch noch zwei weitere kleinere Schriften: Diätetik für Hausfrauen. Die Gesundheits- und Krankenpflege im Hause … und Kraftküche von Liebig’s Fleischextract für höhere und unbemittelte Verhältnisse. Letztere war eine im Auftrag der Firma Liebig abgefasste Werbeschrift, die die Darstellung der Vorzüge des neuentwickelten Liebig’schen Fleischextraktes mit dem „Gütesiegel“ der Fachfrau Davidis geschickt kombinierte.
Henriette Davidis blieb unverheiratet (zwei Verlobte starben jeweils, bevor es zur Heirat kam) und lebte selbst nicht das Leben der sich selbst zurücknehmenden hingebungsvollen Hausfrau, das sie in ihren Büchern propagierte. Als berufstätige Frau und erfolgreiche Autorin setzte sie sich scheinbar selbst in Widerspruch zu ihren Werken. Die Gründe dafür sind jedoch heute nicht mehr zu ermitteln, auch weil das im Sommer 1874 erstellte Manuskript der Autorin Erinnerungen aus meinem Leben und Wirken ungedruckt blieb und verschollen ist. Henriette Davidis starb am 3. April 1876 in Dortmund. Ihr Grab befindet sich auf dem Dortmunder Ostenfriedhof.

### Auseinandersetzungen mit den Verlegern
Henriette Davidis war als Autorin des Praktischen Kochbuchs zunächst nicht in einer verhandlungsstarken Position gegenüber dem Verlag Velhagen & Klasing, bei dem ihr erstes Werk erschien. Wie den meisten Autoren ging es ihr wohl zuallererst darum, das Buch überhaupt zu veröffentlichen. Vermutlich war sie weder über das erst im Entstehen begriffene Urheberrecht noch über gängige Honorare informiert und wurde als Frau von den Verlegern als Vertragspartnerin auch nicht allzu ernst genommen, denn sie übereignete dem Verlag das Kochbuch gegen ein Honorar von 450 Talern als Eigentum, ohne sich weitere Rechte an dem Text vorzubehalten. Später warf sie den Verlegern vor: „Gänzliche Unkunde in solchen Sachen, wie sie mir damals eigen war, konnte nur auf einen Kontract wie der unsrige eingehen (…),“ denn am Verkaufserfolg des Buches war sie nicht beteiligt und erhielt auch für die Überarbeitungen nur vergleichsweise geringe Honorare (50 Taler für die 2. Auflage, später 100, nach der 5. Auflage 200 Taler). Schon 1856 war sie jedoch so erfahren, dass sie das Puppenkochbuch bei Grote in Dortmund erscheinen ließ, weil ihr das von Velhagen & Klasing gebotene Honorar zu niedrig war.
Bei der Überarbeitung der 12. Auflage des Praktischen Kochbuchs, für die sie wieder nur 200 Taler erhalten sollte, kam es 1867 zum Streit mit dem Verlag: „Miete, Steuer, sparsamen Lebensunterhalt, Kleidung und andere Ausgaben; niemals konnte ich davon erübrigen (…) während Sie, meine Herren, die reifen Früchte meiner Mühen genießen.“ Der Verlag reagierte schließlich auf die selbstbewusste Beschwerde mit einer Erhöhung des Honorars auf 300 Taler. Es folgten weitere Überarbeitungen, Erweiterungen und Auseinandersetzungen über Inhalt und Ausstattung des Buches, bis Henriette Davidis sich nach der erheblich erweiterten 20. Auflage bei den Verlegern schließlich im Juli 1875 für erhaltene 1000 Taler bedanken konnte.

### Bedeutung als Autorin
Henriette Davidis’ Werke lassen sich unter die Frauen-Literatur einordnen, wie sie in Form von Anstandsbüchern und Ratgebern, aber auch Lyrikanthologien, Zitatenschätzen und ganzen Bibliotheken speziell für Frauen aufbereiteter Klassiker in der zweiten Hälfte des 19. Jahrhunderts einen großen Teil des Buchmarktes beherrschte. Diese oftmals von Frauen für Frauen verfassten Haushaltungsbücher und Frauen-Breviere wirkten „neben ihrer originären Ratgeber- und Trostfunktion … norm- und systemerhaltend“. Auch wenn ihr eigener Lebensweg einer berufstätigen Frau als eher untypisch gelten kann und sie sich, wie die erhaltene Korrespondenz mit ihren Verlegern beweist, durchaus zu behaupten wusste, bewegte sich Henriette Davidis mit ihren Werken innerhalb eines vorgegebenen Rahmens gesellschaftlicher Konventionen und bürgerlicher Normen. Auch ihre Leserinnen sollten nicht aus diesem Rahmen heraustreten, sondern vielmehr befähigt werden, sich innerhalb ihres familiären Umfeldes zu bewähren. Die Betonung dieser Lebensaufgabe der Hausfrau, beispielsweise im Vorwort des Praktischen Kochbuchs, deutet aber zugleich an, dass dies nicht (mehr) den ausschließlich denkbaren Lebensweg einer Frau darstellte und mit der aufkommenden Industrialisierung auch eine Berufstätigkeit der Frau stärker in den Bereich des Möglichen gerückt war. Der Beruf der Hausfrau wird dementsprechend als der Berufstätigkeit des Mannes ebenbürtige Arbeit herausgestellt.
In Reaktion auf das Erstarken des Bürgertums im 19. Jahrhundert hatte sich auch die Kochbuchliteratur gewandelt: Die bürgerliche Küche wurde zum Begriff, allgemeine Schulbildung und sinkende Druckkosten ermöglichten breiten Kreisen den Zugang zu dieser Art von Literatur. Gleichzeitig bildete sich die bürgerliche Kleinfamilie heraus, in deren häuslichem Zentrum die Hausfrau stand, die das Kochbuch als Bildungs- und Lehrbuch nutzte. Hatten sich Kochbücher zuvor eher an professionelle Köche gerichtet, boten sie nun einen systematischen Zugang zu den Grundlagen des Kochens und der Hauswirtschaft, der sich bewusst auch an Anfänger richtete. Das Praktische Kochbuch entwickelte sich vor diesem Hintergrund zu einem beliebten Hochzeitsgeschenk.
Noch zu ihren Lebzeiten wurde Henriette Davidis als Autorität in Fragen der Haushaltsführung angesehen. In den 1860er und 1870er Jahren waren ihre Expertisen, heute würde man von Testimonials sprechen, insbesondere für fortschrittliche Neuheiten gefragte Werbemittel. Sie sprach sich für Geräte und Produkte wie für das Geliermittel „Agar Agar“ oder für Liebig’s Fleischextract aus, die Hersteller druckten die Expertisen zusammen mit ihrem Porträt auf die Verpackungen der Produkte auf. Auch in ihren Büchern erwähnt sie immer wieder beiläufig bestimmte Produkte, Hersteller und Marken. Ob diese lobenden Erwähnungen und Expertisen eine Gegenleistung durch die beworbenen Firmen erfuhren, lässt sich leider nicht mehr feststellen.
Zum 25. Jubiläum des Praktischen Kochbuchs gingen „sinnige und humorvolle Glückwünsche, schöne Werke, feine Weine und Blumen“ bei der Autorin ein, die inzwischen jeden Tag mehrere Stunden damit verbrachte, Anfragen von Lesern zu beantworten.
Alle Werke wurden vielfach überarbeitet, erweitert und immer wieder aufgelegt, teilweise auch übersetzt. Das Praktische Kochbuch und Die Hausfrau wurden auch speziell für Deutsche in den USA bearbeitet und erschienen von 1879 an in Milwaukee in deutscher Sprache, jedoch mit amerikanischen Maßen und teilweise angepassten Zutaten, Puppenköchin Anna und Die Hausfrau erschienen in niederländischer Sprache in Amsterdam.

## Werke

### Praktisches Kochbuch

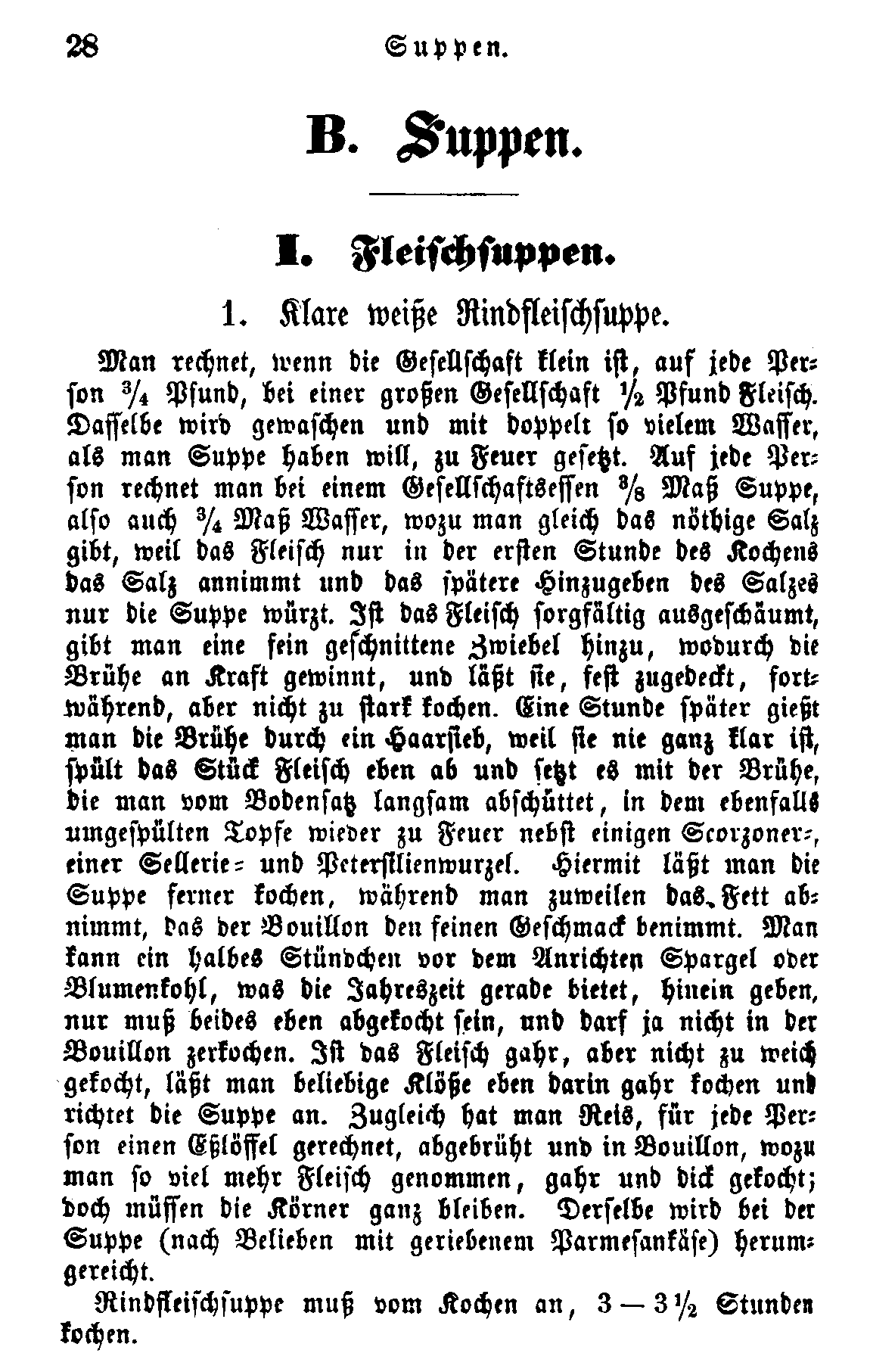
Praktisches Kochbuch, 4. A. 1849, S. 28

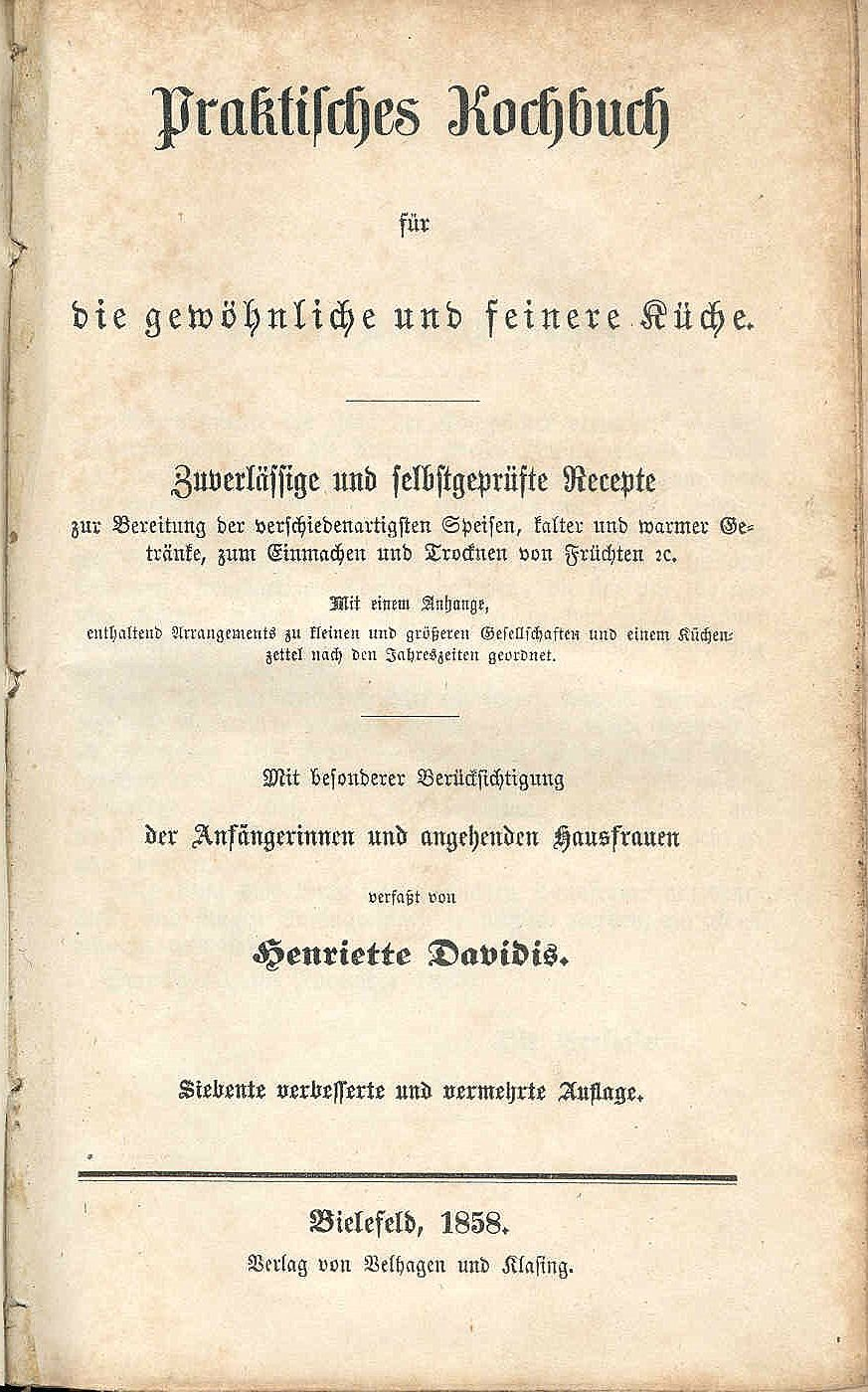
Titelblatt 7. Auflage, 1858

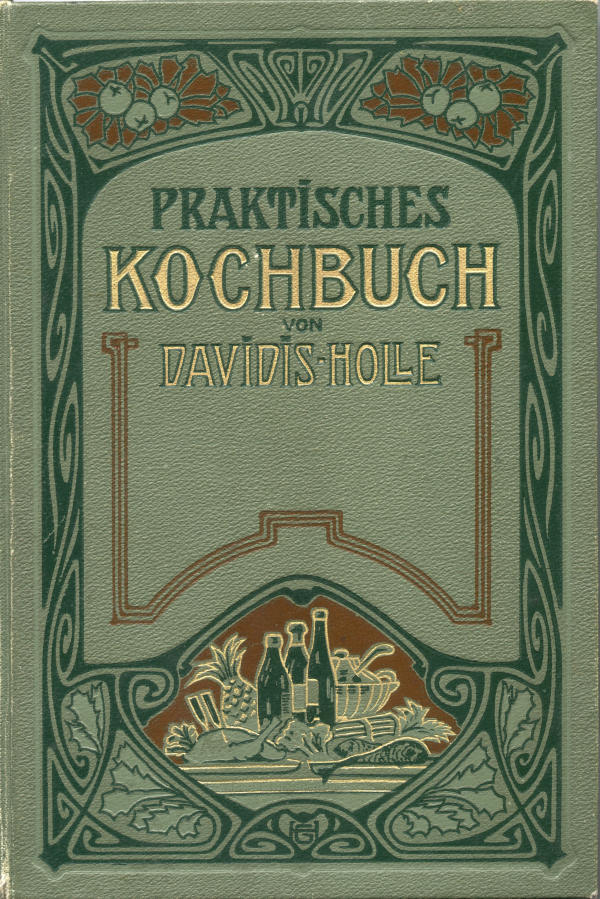
Davidis-Holle: Praktisches Kochbuch, 41. Auflage, 1904

Ihr Hauptwerk erschien 1845 mit dem Titel: Praktisches Kochbuch. Zuverlässige und selbstgeprüfte Recepte der gewöhnlichen und feineren Küche. Practische Anweisung zur Bereitung von verschiedenartigen Speisen, kalten und warmen Getränken, Gelees, Gefrornem, Backwerken, sowie zum Einmachen und Trocknen von Früchten, mit besonderer Berücksichtigung der Anfängerinnen und angehenden Hausfrauen in einer Auflage von 1000 Exemplaren. Schon bei der sechsten Auflage wurden 10.000 Exemplare gedruckt, spätere Auflagen umfassten bis zu 40.000 Exemplare.
Henriette Davidis selbst, von ihren Verlegern um einen Werbetext gebeten, schrieb 1856 über das Kochbuch:

„Erstens enthält unser Buch nur zuverlässige Vorschriften, meist selbst geprüfte, doch sind es nicht einzig und allein die guten Rezepte, (…), es ist zugleich die Deutlichkeit und Rücksicht, die bei der Bearbeitung auf ganz Ungeübte genommen worden, so, daß das Buch gleichsam als Anleitung würde dienen können. Das ist gelungen. Wie ich allgemein höre, können Kinder danach kochen, vielmehr völlig ungeübte junge Frauen. Das gute Geraten vermehrt die Lust und bildet bald gute Köchinnen.“

Das Kochbuch enthält eine umfangreiche Rezeptsammlung, die Henriette Davidis nicht nur zusammengestellt, sondern, wie sie im Vorwort betont, auch selbst erprobt und modifiziert hatte:

„‚Schon wieder die Zahl der Kochbücher vermehrt?‘ – wird Mancher fragen, der die Anzeige dieses Buches erblickt. Wohl gibt es deren recht viel, und einigen, die mir bekannt sind, fehlt es an Vielseitigkeit keineswegs; dennoch wird manche praktische Hausfrau und Köchin sich davon überzeugt haben, daß viele nur theoretisch bearbeitet sind und die darin befindlichen Recepte sich nicht immer mit Sicherheit anwenden lassen, indem dieselben oft auf Unkunde gegründet, oft auf guten Glauben zusammen getragen, oft nur aus kostbaren, fremdartigen Theilen bestehen, die sich nicht für jede Küche eignen und die nur in der Hand einer geübten Köchin gelingen, nicht aber zugleich Anfängerinnen als Anleitung zur Bereitung dienen können. Ich bin weit davon entfernt, dieses Buch, als eine eigene Arbeit hoch stellen zu wollen; allein das darf ich sagen, daß mit Ausnahme einiger Recepte, Alles von mir selbst nach und nach erprobt, verbessert und zusammengesetzt ist und daß ich nur solche aufgenommen, von deren Richtigkeit ich überzeugt bin (…).“

Diesem Vorwort folgt eine kurze Einleitung, in der Henriette Davidis vier grundlegende Anforderungen an die Hausfrau formuliert: Reinlichkeit, Sparsamkeit, Achtsamkeit und Überlegung. Das Inhaltsverzeichnis umfasst die Teile A–V: Allgemeine Vorbereitungsregeln; Suppen; Fische; Gemüse; Puddings; Aufläufe; Eier-, Milch- und Mehlspeisen; Pasteten; Fleischspeisen aller Art; Gelées und Gefrornes; Klöße; Crêmes; Compotes; Salate; Saucen; Backwerk; Vom Einmachen und Trocknen einiger Früchte und Gewächse; Vom Einmachen und Trocknen einiger Gemüse; Getränke und Liqueure; Wurstmachen, Einpöckeln und Räuchern des Fleisches; Essig.
Allgemeine Anmerkungen zum Kochen, zu Kochgeschirren oder bestimmten Lebensmitteln sind sehr knapp und beschränken sich auf das Notwendigste. Die einzelnen Kapitel sind teils weiter unterteilt, z. B. nach den unterschiedlichen Fleischsorten. Jedes Kapitel beginnt mit Grundregeln zur Zubereitung der jeweiligen Lebensmittel. Innerhalb der Kapitel sind die Rezepte durchnummeriert, die Reihenfolge scheint jedoch eher zufällig gewählt. Mengenangaben, Kochzeiten oder Temperaturangaben fehlen, wie es bis zum Ende des 19. Jahrhunderts in deutschen Kochbüchern üblich war. Am Ende jedes Rezeptes ist jedoch angegeben, in welchem Geschirr das Gericht aufgetragen werden sollte, woraus sich auch eine ungefähre Mengenangabe ergibt.
| Ein Beispiel aus dem Kapitel D. Gemüse: „1. Regeln beim Kochen der Gemüse Alle Gemüse müssen gut gereinigt, gewaschen, geschnitten und gleich zu Feuer gesetzt werden; dürfen aber vorher nicht zulange im Wasser liegen. Kartoffeln machen hier eine Ausnahme. Gemüse, die man vorher in Butter anziehen läßt, werden eher gahr, als solche, die man mit Wasser zu Feuer bringt.“ „41. Gefüllte Gurken Hierzu wählt man große Gurken, schält und schneidet sie bis über die Mitte der Länge nach ein, nimmt das Kernhaus mit einem Löffel heraus, läßt sie in gesalzenem Wasser mit Essig einige mal aufkochen, thut sie darauf in kaltes Wasser und füllt sie, nachdem sie abgetrocknet sind, mit einer Kalbfleisch-Farce. Dann werden die Gurken zugedrückt, mit einem Faden dicht umwunden, in Fleischbrühe, Butter, mit Muskat gewürzt, gahr gekocht und vor dem Anrichten etwas gestoßener Zwieback daran gegeben. Eine Mittelschüssel.“ |

Späteren Ausgaben ist ein ausführlicher Anhang beigefügt, der Vorschläge für die Bewirtung von Gästen und saisonal strukturierte Menüvorschläge enthielt. Diese waren ursprünglich als selbständige Publikation erschienen (Arrangements zu kleinen und größeren Gesellschaften, zu Frühstücks-, Mittags- und Abendessen, Kaffee’s und Thee’s und einem Küchenzettel nach den Jahreszeiten geordnet) und später in das Praktische Kochbuch integriert worden.
Das Buch entwickelte sich zum Standardwerk seiner Gattung und erreichte eine Bekanntheit, die über Deutschland hinausging – dies zeigte sich 1879, als eine besondere Ausgabe für Auslandsdeutsche in Milwaukee in den USA erschien. Die Herausgeber betonen im Vorwort, sie seien „dem als das beste allgemein anerkannte Kochbuche von Henriette Davidis gefolgt.“
Nach ihrem Tod wurde das Praktische Kochbuch zunächst von Luise Rosendorf (1821–1890) und ab der 32. Auflage 1892 von Luise Holle weitergeführt. Luise Holle überarbeitete das Kochbuch umfassend. Neben technischen Neuerungen fügte sie vor allem Gerichte der „feinen Küche“ und „Krankenspeisen“ sowie ein Kapitel „Über die Verwertung von Resten“ hinzu. Auch das Anrichten der Speisen, Vorschläge für Speisezettel und ein Kapitel über die „Kunst des Wirtschaftens“ machten aus dem ursprünglich reinen Kochbuch zunehmend auch ein Haushaltungsbuch. Dem Buch ist nun auch ein alphabetisches Register vorangestellt. Das Praktische Kochbuch erscheint in überarbeiteter Form auch noch in den 1990er Jahren, vor Ablauf der Schutzrechte 1906 gab es auch zahlreiche Nachempfindungen, sogar recht offensichtliche Plagiate (z. B. schon in den 1880er Jahren das Neue und bewährte Illustrierte Kochbuch für alle Stände einer gewissen H. Davithis).

### „Der Gemüsegarten“
Der Gemüsegarten erschien 1850 als Band I eines geplanten vollständigen Haushaltungsbuches mit dem Untertitel Praktische Anweisung einen Gemüse-Garten mit Berücksichtigung der Schönheit und des reichlichsten Ertrages zu besorgen; sowie das Nöthige über Lage, Boden, Umzäunnung, Einrichtung, Dünger, Garten-Geräthschaften, Kultur der Pflanzen und fruchtbringenden Sträucher, Samenziehung, Dauer der Keimkraft, die erforderliche Quantität der Sämereien und wie mit den Gemüsen am Zweckmäßigsten abzuwechseln ist, der das inhaltliche Programm des Buches bereits umfassend beschreibt. Ein Anhang befasste sich zudem mit Schädlingsvernichtung und dem Konservieren von Gemüse. Ab der fünften Auflage 1863 erscheint das Buch unter dem neuen Titel Der Küchen- und Blumengarten für Hausfrauen. Zu diesem Zeitpunkt, inzwischen waren Jungfrau, Hausfrau und die beiden Puppenbücher erschienen, scheint Henriette Davidis die Pläne für das mehrbändige Haushaltungsbuch endgültig aufgegeben zu haben. Die Neuauflage war um drei Kapitel erweitert worden, die sich insbesondere dem Gemüseanbau zum Verkauf widmeten, eine weitere Auflage enthielt 1866 auch noch ein Kapitel über Heilkräuter und ihre Verwendung. Das Buch erschien in zahlreichen Auflagen, wurde später von anderen Autoren überarbeitet und dürfte damit große Verbreitung gefunden haben. Bearbeiter der 14. bis 17. Auflage war der Hofgärtner Julius Hartwig in Weimar.

### „Puppenköchin Anna“

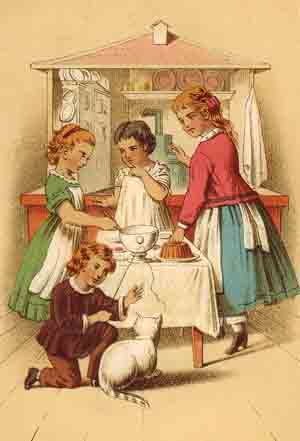
Illustration aus Puppenköchin Anna

Gewissermaßen als Ableger des erfolgreichen Praktischen Kochbuches erschien im Jahr 1856 ein Kochbuch für Kinder: Puppenköchin Anna. Ein praktisches Kochbuch für kleine liebe Mädchen. Das Kochbuch richtete sich direkt an Mädchen, denen die Puppenmutter Anna, das Idealbild eines folgsamen und vernünftigen Kindes, und ihre Mutter erläutern, wie sie selbst am Puppenherd oder mit Blumen und Gräsern kleine Gerichte oder „Puppenessen“ zubereiten können. Das Buch wurde ein Publikumserfolg und in neun Auflagen bis 1898 immer wieder nachgedruckt. Formal ist das Puppenkochbuch offensichtlich an das Praktische Kochbuch angelehnt. Die Vorzüge der mustergültigen Puppenmutter Anna deuten darauf hin, welches Verhalten man damals von kleinen Mädchen erwartete; andererseits zeigt es auch auf, womit kleine Mädchen ihre Mütter damals offensichtlich plagten.
Dem Rezeptteil ist eine vergleichsweise lange Einleitung vorangestellt:

„Für kleine, herzige Mädchen, welche gern Lesen, Schreiben und Stricken lernen und ganz folgsam sind, ist dies Puppenkochbuch bestimmt; und da wollen wir hoffen, daß es Viele gibt, denen das liebe Christkindchen oder die Mutter zum Geburtstage es bringen könne. […] Wer aber dieses Kochbuch erhält, muß befolgen, was die Puppenköchin Anna lehrt. Hört aufmerksam zu wie sie es machte. Sie plagte die Mutter niemals, ihr allerlei Näschereien zum Kochen zu geben, nein, sie nahm freundlich und dankend hin, was ihr gegeben wurde. Fehlten ihr die bestimmten Theile, welche zu dem Gericht gehören, das sie zu machen wünschte, so wählte sie sogleich ein anderes, ohne ein unfreundliches oder gar weinerliches Gesicht zu machen. […]“

Das Büchlein im Oktavformat gliedert sich in zwei „Abtheilungen“. Die erste enthält „Speisen, welche auf dem Puppenherd gemacht werden“ sowie „Speisen ohne Heerd zu bereiten“, die zweite Abteilung widmet sich der „Blumenküche oder Speisen für die Puppen“. Wie im Praktischen Kochbuch gibt es auch hier Kapitel für Suppen, dann für Gemüse und Kartoffeln, Reisspeisen usw. Die einzelnen Rezepte sind wie beim Vorbild innerhalb der Kapitel einfach durchnummeriert. Beim größeren Teil der Rezepte handelt es sich um Süßspeisen, die vorwiegend aus Milch, Grieß, Reis, Eiern und Äpfeln herzustellen sind, also auf einer limitierten Auswahl von Zutaten beruhen. Die meisten Rezepte sind tatsächlich einfach und kommen ohne komplizierte Arbeitsschritte aus. Bei den Gemüserezepten sind auch ausführliche Anweisungen zum Putzen und Vorrichten der Gemüsesorten enthalten. Im Gegensatz zum Praktischen Kochbuch sind hier am Anfang jedes Gerichtes die Zutaten aufgeführt. Die „Blumenküche“ basiert auf gängigen Gartenpflanzen und Gräsern, wie sie damals für jedes Kind leicht zu beschaffen gewesen sein dürften. Anders als der pädagogische Impetus des restlichen Buches vermuten lässt, geht es hier um kreatives, vergleichsweise „sinnloses“ Spielen – ein in dieser Form ungewöhnlicher und geradezu reformerischer Ansatz.
| Beispiel aus Erste Abtheilung, I. Speisen, welche auf dem Puppenherd gemacht werden, Kapitel Suppen: „10. Biersuppe Eine Obertasse Bier, ein Ei, Zwieback und so viel Zucker, als die Mutter zur Suppe gibt. Kocht das Bier mit einer Obertasse Wasser und dem Zucker. Unterdeß rührt ein Eidotter mit einem Eßlöffel Wasser in Eurem Terrinchen, schüttet langsam unter fortwährendem Rühren das gekochte Bier hinzu und gebt Zwiebackbrötchen hinein, so habt Ihr eine schöne Biersuppe mit Zwiebackklößchen.“ Beispiel aus Zweite Abtheilung, Blumenküche oder Speisen für die Puppen: „12. Reisbrei Hierzu könnt Ihr Marienblümchen nehmen. Pflückt die kleinen Blätter davon ab, richtet sie auf ein Schüsselchen oder Blatt an, und streut etwas Ziegelmehl darüber; so haben die Puppen auch Zimmet über ihren Reisbrei.“ |

Andere Puppenkochbücher erschienen im 19. Jahrhundert von Christine Charlotte Riedl (1854 Die kleine Köchin) und Julie Bimbach (1854 Kochbüchlein für die Puppenküche oder erste Anweisung zum Kochen für Mädchen von acht bis vierzehn Jahren). Der Erfolg des Büchleins von Julie Bimbach, das im Erscheinungsjahr bereits vier Auflagen erlebte, motivierte Henriette Davidis im Herbst 1855, ihren Verleger zu drängen, ein schon länger geplantes Puppenkochbuch endlich zu veröffentlichen. Als der Verleger des Praktischen Kochbuches, Velhagen & Klasing in Bielefeld, zögerte und zudem die Honorarforderungen Henriette Davidis’ nicht akzeptieren wollte, wechselte sie kurzerhand den Verlag, so dass Puppenköchin Anna bei Grote in Dortmund erschien. Später wurde das Puppenkochbuch durch Puppenmutter Anna ergänzt, ein Geschichtenbuch, das bei kleinen Mädchen den Sinn für „Häuslichkeit und Wirtschaftlichkeit“ zu wecken suchte, und Fragen der Haushaltsführung thematisierte. Obwohl beide Werke heute pädagogisierend und auf biedermeierliche Weise indoktrinierend klingen, handelte es sich damals und wohl auch aus Sicht Henriette Davidis’ um einen neuartigen, nicht unbedingt selbstverständlichen Beitrag zur spielerischen Ausbildung von Mädchen.

### „Der Beruf der Jungfrau“
1857 erschien Die Jungfrau. Worte des Rats zur Vorbereitung für ihren Beruf (ab der 2. Auflage unter dem geänderten Titel Der Beruf der Jungfrau. Eine Mitgabe für Töchter gebildeter Stände). Der Titel, der sich an Jungfrauen, also an unverheiratete Frauen richtet, macht bereits deutlich, dass Henriette Davidis das Hausfrauendasein als Beruf verstand, der einer Vorbereitung und Ausbildung bedurfte. Mit diesem Buch wollte sie, wie sie im Vorwort schreibt, „der Jungfrau Mittel und Wege vorführen, um sie auf ihren künftigen Lebensberuf in praktischer Beziehung vorzubereiten.“ Doch nicht nur das: „auch der höheren Lebenspflichten, der moralischen und religiösen Seite ihrer Wirksamkeit ist gedacht worden.“ Ähnlich wie religiöse Erbauungsliteratur sollte das Buch jungen Frauen nicht nur zur Unterweisung, sondern auch als tröstlicher Begleiter und Nachschlagewerk dienen.
Dass es nicht nur um praktische Themen gehen sollte, zeigt ein Brief Henriette Davidis’ an ihre Verleger, in dem sie schreibt: „… übermache ich Ihnen hiermit das Manuscript zur Jungfrau. Das Werkchen, ihrem Vorschlag gemäß, mit dem Haushaltungsbuch zu verbinden, würde in der Weise nicht tunlich sein. Es ist dies nicht nur meine Meinung, mehrere einsichtsvolle Frauen stimmen darin überein, daß das Haushaltungsbuch möglichst material müßte gehalten werden.“
Dieses und ähnliche Bücher zeigen, wie isoliert, hilflos und überfordert junge Frauen gerade zu Beginn einer Ehe oftmals gewesen sein müssen. Wegen der strikten Trennung der Zuständigkeiten innerhalb einer Ehe dürften auch die Ehemänner in der Regel keine große Hilfe in Haushaltsfragen gewesen sein, im Gegenteil, diese Art der Literatur hält vielfache Ratschläge bereit, die Erfolglosigkeit des Ehemanns durch Sparsamkeit und Kreativität in der Haushaltsführung zu kompensieren. Be- und Entlohnung bestehen in der Zufriedenheit des Ehemannes und im Erfüllen der gesellschaftlichen Erwartungshaltung an die Hausfrau. So stellt Henriette Davidis denn auch fest, dass „es nur Wenigen und am wenigsten dem weiblichen Theile beschieden [ist], sich das Leben nach Wahl und Neigung zu gestalten und den höheren Geistesinteressen zu leben. Gerade der weibliche Beruf, […] nimmt in den meisten Fällen Hand und Verstand so sehr in Anspruch, daß nur wenig Mußestunden erlauben, aus dem Kreis des Berufslebens hinaus zu gehen.“ Aufgrund ihrer eigenen beruflichen Erfahrungen, in denen sie ganz offensichtlich durchaus Pflicht und Neigung zu vereinbaren suchte, dürfte Henriette Davidis an dieser Stelle sehr genau gewusst haben, wovon sie sprach.

### „Die Hausfrau“
Das Haushaltungsbuch, das Davidis schon bei der Ablieferung des Manuskripts von Der Beruf der Jungfrau erwähnt hatte, erschien 1861 im Selbstverlag zusammen mit dem befreundeten Verleger Artur Seemann unter dem Titel Die Hausfrau. Praktische Anleitung zur selbständigen und sparsamen Führung des Haushalts, eine Mitgabe für junge Frauen zur Förderung des häuslichen Wohlstandes und Familienglücks. Das Buch war ein umfassender Haushaltsratgeber und komplettierte das Bildungsprogramm für die Hausfrau. Aus heutiger Sicht ermöglicht es hervorragende Einblicke in die bürgerliche Wohn- und Gesellschaftskultur des 19. Jahrhunderts, weil Henriette Davidis nicht nur detailliert beschreibt, wie z. B. ein Haus einzurichten ist, sondern auch ausführlich begründet, zu welchem Zweck eine bestimmte Einrichtung dient und welche Wirkung damit erzielt werden soll. Neben Einrichtungsfragen und den Tätigkeiten im Haus widmet sich die Autorin auch dem Verhältnis zwischen Hausfrau und Dienstboten. Hier mahnt sie die Verantwortung der Hausfrau als Arbeitgeberin an, das Personal angemessen unterzubringen und zu versorgen. Den größten Teil des Werkes nehmen aber Anleitungen zur Verarbeitung von Lebensmitteln ein.
Nach Davidis’ Tod führten ihre Nichten Theodore Trainer und Emma Heine das Buch fort. Die Nichten gaben ab 1882 auch eine gekürzte Version unter dem Titel Kleines Kochbuch für den bürgerlichen und ländlichen Haushalt heraus, die insgesamt sechs Auflagen erlebte.

### Ausgaben
Alle bibliographischen Angaben sind nach Methler, Methler: Biographie, Bibliographie, Briefe, S. 23–91 zitiert.

#### Erstausgaben
- Zuverlässige und selbstgeprüfte Recepte der gewöhnlichen und feineren Küche. (…). Rackhorst, Osnabrück 1845. (Ab der 3. Auflage dann unter dem bekannteren Titel Praktisches Kochbuch für die gewöhnliche und feinere Küche. (…) 4. Auflage (1849) als Digitalisat und Volltext im Deutschen Textarchiv; 62 Auflagen des ursprünglichen Verlages bis 1942, darunter auch reich ausgestattete Ausgaben in dekorativ gestalteten Kassetten. Nach Ablauf der Urheberrechte zahllose Bearbeitungen und Nachdrucke.)
- Arrangements zu kleinen und größeren Gesellschaften, zu Frühstücks-, Mittags- und Abendessen, Kaffee’s und Thee’s und einem Küchenzettel nach den Jahreszeiten geordnet. Velhagen & Klasing, Bielefeld 1847. (Ab dessen 3. Auflage in das Praktische Kochbuch integriert)
- Praktische Anweisung zur Bereitung des Roßfleisches. Julius Bädeker, Iserlohn 1848.
- Gedichte. Julius Bädeker, Iserlohn 1848. (2. Auflage 1848)
- Vollständiges Haushaltungsbuch. Der Gemüsegarten (…). Julius Bädeker, Elberfeld, 1850. (ab der 5. Auflage (1863) unter dem Titel Der Küchen-Garten für Hausfrauen. Praktische Anleitung zur möglichst vorteilhaften Kultur der bekannten Gewächse für Küche und Keller nach den Monaten geordnet. Verbunden mit einer Anleitung zur Kultur des Blumen-Gartens. Auf eigene und langjährige Erfahrungen praktischer Gartenfreunde gegründet, bis 1919 23 Auflagen.) urn:nbn:de:hbz:6:1-59421
- Puppenköchin Anna. Grote, Dortmund 1856. (9 Auflagen bis 1898.) (Digitalisat der Ausg. Seemann, Leipzig 1881)
- Die Jungfrau. Worte des Rats zur Vorbereitung für ihren Beruf. Eine Mitgabe für Töchter bei ihrem Eintritt in’s Leben. 1857. (Ab der 2. Auflage Der Beruf der Jungfrau. Eine Mitgabe für Töchter gebildeter Stände. 17 Auflagen bis 1922.)
- Puppenmutter Anna oder wie Anna sich beschäftigt und ihren Puppenhaushalt führt. Nebst Geschichten für kleine Knaben und Mädchen. Joedicke, Dortmund 1858. (4 Auflagen bis 1890)
- Natur- und Lebensbilder. Kleine Beiträge zur weiblichen Gemüthsbildung. A. Bagel, Wesel 1860.
- Die Hausfrau. Praktische Anleitung zur selbständigen und sparsamen Führung des Haushalts. (…). Seemann/Davidis, Essen/Dortmund 1861. (18 Auflagen bis 1907) 5. Auflage, 1870, 8., verb. u. verm. Aufl. 1876 (Digitalisat)
- Kraftküche von Liebig’s Fleischextract für höhere und unbemittelte Verhältnisse erprobt und verfaßt von Henriette Davidis. Friedrich Vieweg, Braunschweig 1870. (bis 1880 6 Auflagen)
- Die deutsch-amerikanische Hausfrau. Laird & Lee, Chicago 1898. (Digitalisat)
- Henriette Davidis’ Praktisches Kochbuch für die gewöhnliche und feinere Küche. Unter bes.Berücksichtigung der Anfängerinnen und angehenden Hausfrauen. 1901, Bielefeld u. Leipzig Velhagen & Klasing Verlag
- Reklame-Kochbuch der Liebig-Werke: Liebig Company’s Fleisch-Extract in der bürgerlichen Küche. Eine Sammlung erprobter einfacher Recepte von der Herausgeberin des Kochbuches von Henriette Davidis mit einem Anhang von Recepten für Krankenkost unter Verwendung des Fleisch-Peptons der Compagnie Liebig. Ihrer Kundschaft gewidmet von der Liebig’s Fleisch-Extract-Compagnie. Selbstverlag, O. O., o. J. Digitalisat

#### Bearbeitungen
Die Verleger Velhagen und Klasing ließen das Praktische Kochbuch nach Henriette Davidis’ Tod weiter fortlaufend aktualisieren und überarbeiten. Die 25. bis 31. Auflage (1882–1891) erarbeitete Luise Rosendorf (1821–1890), die 1874 unter dem Namen Henriette Sander selbst ein Kochbuch veröffentlicht hatte. Die 32. bis 62. Auflage (1892–1942) stammt von Luise Holle (1864–1936). Sie ist die bekannteste der späteren Bearbeiter und wurde ab der 38. Auflage auch als Mitautorin im Buchtitel geführt. Sie ergänzte und erneuerte das Kochbuch erheblich und gab später auch eigene Koch- und Haushaltungsbücher heraus. Von 1933 bis 1951 erschien unter dem Titel Das neue Kochbuch für die deutsche Küche ebenfalls bei Velhagen & Klasing ein kleineres Kochbuch, das Ida Schulze (1878–1970) auf der Basis des Praktischen Kochbuchs erarbeitet hatte. Dieses „kleine“ Kochbuch wurde auch parallel zu der Version von Luise Holle ein Verkaufserfolg.
Nachdem 1906 die Schutzfrist für das ursprüngliche Werk abgelaufen war, erschienen auch in anderen Verlagen zahlreiche Auszüge, Nachdrucke, Überarbeitungen und Neufassungen. Zu den bekanntesten zählen die von Erna Horn, Elsa Bier, Gertrude Wiemann und Rudolf Zäch. Auch Puppenköchin Anna und Der Gemüsegarten wurden noch über Jahrzehnte in immer neuen Fassungen wieder aufgelegt. Außerdem erschienen englische, dänische und niederländische Ausgaben. Speziell für Deutsche in den USA erschien sogar eine auf amerikanische Maße und Verhältnisse zugeschnittene deutschsprachige Ausgabe.

#### Faksimileausgaben und Nachdrucke der Erstausgaben
- Praktisches Kochbuch für die gewöhnliche und feinere Küche. Reprint der Erstausgabe: Walter Methler (Hrsg.): Veröffentlichungen des Henriette Davidis Museums. Wetter (Ruhr) 1994, ISBN 3-9810130-8-5.
- Puppenköchin Anna. Ein praktisches Kochbuch für kleine liebe Mädchen. 2. vermehrte Auflage. W. Joedicke, Dortmund 1858. Nachdruck Eckehard Methler (Hrsg.), Ev. Kirchengemeinde Volmarstein-Oberwengern, Wetter (Ruhr) 1999 (Veröffentlichungen des Henriette-Davidis-Museums; 7).

## Rezeption
Seit seinem Erscheinen wurde das Praktische Kochbuch bis 1951 kontinuierlich für den Gebrauch überarbeitet und immer wieder neu aufgelegt. Ab den 1960er Jahren erfolgte eine Rückbesinnung auf das Original; die von nun an erscheinenden Ausgaben waren zwar auch Bearbeitungen für den Einsatz in der modernen Küche (z. B. von Erna Horn oder Roland Gööck), basierten aber ausdrücklich auf der Erstausgabe. Auch sie wurden bis in die 1990er Jahre immer wieder aufgelegt und überarbeitet. 1977 erschien der erste unveränderte Nachdruck einer alten, von Luise Holle bearbeiteten Ausgabe von 1898, 1994 ein weiterer unveränderter Nachdruck der Ausgabe von 1845. In den 1990er Jahren erschienen die ersten Publikationen, die sich mit der Person und Rolle der Henriette Davidis befassen, zumeist in einer Schriftenreihe des Henriette-Davidis-Museums in Wengern. Dort erschienen auch 2002 Puppenköchin Anna als Nachdruck und eine moderne Bearbeitung des Puppenkochbuchs für Jugendliche. 2002 erschien in den USA ein Nachdruck der amerikanischen Ausgabe des Praktischen Kochbuchs von 1904. Gemessen an der Zahl der Exemplare, die von dem Praktischen Kochbuch in über 160 Jahren bislang verkauft wurden, findet Henriette Davidis in der Erforschung von Alltagskultur und Frauenbiographien des 19. Jahrhunderts allerdings noch kaum Beachtung.
Erinnerungsstätten in und um Wengern sowie das Henriette-Davidis-Museum sorgen jedoch dafür, dass Henriette Davidis zumindest im lokalen Bewusstsein ihrer Heimatregion fest verankert ist. Im Jahr 2006 gab das Henriette-Davidis-Museum eine Reihe von Übersetzungen (in englischer, norwegischer, polnischer und serbokroatischer Sprache) des Kinderkochbuchs Puppenköchin Anna heraus.